# African Continental free Trade agreement
African Continental Free Trade Agreement (AfCFTA) är ett föreslaget och i sina grundläggande delar beslutat frihandelsavtal mellan 49 länder i Afrikanska unionen. Målet med avtalet är att främja handel och tillväxt i Afrika som helhet, med hjälp av minskade tullar och handelshinder inom Afrika. Det övergripande avtalet skrevs under den 21 mars 2018 i Kigali, Rwanda. Protokoll och bilagor skall enligt planen bifogas till detta övergripande avtal och när så skett är planen att avtalet skall börja gälla.